# 질병 목록
아래는 질병의 목록이다.

## 소화기 질환
- 구강 및 식도

- 식도역류증
- 삼킴곤란(연하곤란)
- 식도염

- 위장

- 위염
- 위암
- 소화성 궤양

- 장

- 만성궤양성 대장염(chronic ulcerative colitis)
- 크론병(Crohn's diseases)
- 과민성 대장 증후군
- 변비
- 게실염
- 실리악 스푸루

장염
- 간

- 간염
- 간경변

- 담낭 및 췌장

- 담석증
- 담낭염
- 췌장염

## 호흡기 질환
- 감기
- 폐렴
- 만성폐쇄성폐질환
- 폐암
- 기관지염
- 코로나바이러스감염증-19
- 심장 질환

- 진폐증

- 부정맥
- 심부전
- 심근경색증
- 심근병증

- 혈관 질환

- 뇌졸중

- 뇌경색
- 뇌출혈

- 고지혈증
- 동맥경화
- 고혈압
- 아데노바이러스

## 신장질환
- 신증후군
- 사구체콩팥염
- 신부전
- 신결석
- 요로감염

## 내분비 질환
- 당뇨병
- 갑상선 기능 항진증
- 갑상선 기능 저하증
- 갑상선 결절

## 면역질환

### 알레르기성 질환
수두
두드러기

## 혈액질환
- 빈혈
- 백혈병

### 골 질환
- 골다공증
- 골연화증
- 구루병

### 전염병

#### 법정전염병
1. 체외 기생충에 의한 전염병
2. 세균성 전염병
3. 바이러스성 전염병
4. 리케치아에 의한 전염병
5. 프리온 병

#### 체내 기생충에 의한 전염병
1. 회충
2. 요충
3. 편충
4. 흡충
5. 폐 흡충

#### 열대성 전염병
- 열대과일 두리안
- 장티푸스
- 학질 = 말라리아
- 이질
- 강변실명증

#### 기타 전염병
- 감기
- 폐렴
- 결핵
- AIDS
- 흑사병
- 프리온 병 광우병의 정식 명칭은 프리온 병이다.
- 가을철 전염병 한탄바이러스, 쯔쯔가무시, 렙토스피라증
- 여행자 설사

## 유전병
비교적 흔한 유전병(영어 위키백과)
- 골연골이형성증 (Achondroplasia)
- 백색증 (Albinism)
- 디조지 증후군 (DiGeorge syndrome; 22q11.2 deletion syndrome)
- 안젤만 증후군 (Angelman syndrome)
- 카나반 병 (Canavan disease)
- 셀리악병 (celiac disease; Coeliac disease)
- 샤르코마리투스 병 (CMT; Charcot–Marie–Tooth disease)
- 색맹 (Color blindness)
- 묘성증후군 (Cri du chat syndrome)
- 낭포성 섬유종 (Cystic fibrosis)
- 다운증후군 (Down Syndrome): 골격 기형병
- 뒤센형 근위축증 (Duchenne muscular dystrophy)
- 혈색소 침착증 (Haemochromatosis)
- 혈우병 (Haemophilia)
- 클라인펠터 증후군 (Klinefelter's syndrome)
- 신경섬유종증 (Neurofibromatosis)
- 다낭성 신종 (PKD; Polycystic kidney disease)
- 프래더윌리 증후군 (Prader–Willi syndrome)
- 겸상 적혈구 빈혈증 (Sickle-cell disease)
- 테이-삭스 병 (Tay–Sachs disease)
- 터너증후군 (Turner Syndrome): 성장 부진병

## 선천성 대사 장애
- 페닐케톤뇨증(Phenylketonuria)
- 단풍당뇨증
- 호모시스틴뇨증
- 갈락토스 혈증
- 유당 불내증
- 통풍
- 윌슨씨병

## 성병
- 매독 (Syphilis)
- 임질 (Gonorrhea):
- 성기 헤르페스 (Herpes) 성기 허피스
- 클라미디아감염증 (Chlamydia infection)
- 에이즈 : 에이즈도 성행위로 감염되는 병이므로 성병이기는 하나, 성병외의 행위로도 감염된다.
- 비임균성 요도염 : 임질이 아니면서 임질과 비슷한 증상을 보인다.
- 사면발이 : 체외 기생충에 의한 병
- 옴 : 매우 가렵다. 감염된 사람과 침구를 같이 해도 걸릴수 있다.

## 암
- 급성 림프모구 백혈병
- 급성 골수성 백혈병
- AIDS 관련 암
- 방광암
- 유방암
- 선종 (종양)
- 암종
- 원발성 중추신경계 림프종
- 교종 (의학)
- 자궁경부암
- 만성 림프모구 백혈병
- 만성 골수성 백혈병
- 대장암
- 식도암
- 망막모세포종
- 쓸개암
- 위암
- 심장암
- 간세포암
- 호지킨 림프종
- 후두암
- 백혈병
- 급성 림프모구 백혈병
- 폐암
- 림프종
- 흑색종
- 중피종
- 구강암
- 골수이형성증후군
- 난소암
- 췌장암
- 음경암
- 크롬친화세포종
- 배아세포종
- 뇌종양
  - 뇌하수체 샘종
- 전립선암
- 피부암
- 고환암
- 갑상선암
- 요도암
- 자궁암
- 뇌암
- 직장암
- 간암
  - 원발성 간암

## 정신과 질환
- 신경증 : 사고는 정상인 정신 질환,
  - 신체화 장애 과환기 증후군
  - 전환장애
- 정신증 : 사고(생각)의 왜곡이 있는 정신 질환,
  - 조현증
  - 조울증

## 중독
- 일반 중독
- 농약 중독
- 자연독 중독: 이를테면 식물성 청산 중독, 독버섯에 의한 중독
- 마약 중독 : 인체를 해롭게 하는 물질 마약에 중독된 것.질병이 아닌 것 같지만 명백한 질병이 맞다.

## 외과계 질환 및 외상

### 신경외과
- 뇌출혈

### 정형외과
- 골절
- 좌상
- 탈골

### 흉부외과계
- 관상동맥질환
- 심장판막질환
  - 심내막염
  - 폐쇄부전증
- 협심증
- 대동맥 질환
  - 대동맥 박리

## 소아과 질병
(소아마비)

## 기타 질병
- B형 간염 (Hepatitis B): 황달
- 동맥경화
- 심장질환
- 탈장 (Hernia)
- 치질
- 천연두
- 빈혈
- 낫세포 빈혈증
- 소아마비
- 알레르기
- 천식
- 당뇨병
- 동맥경화
- 신장병
- 중풍
- 기억상실증
- 알츠하이머병
- 비만증
- 폐렴

## 이름만 병인 것들
- 공주병, 왕자병
- 향수병
- 상사병
- 어플루엔자
- 중2병
- 꾀병
- 월요병
- 주인공병
- 센터병
- 물병(?)
- 주스병(?)

## 같이 보기
- 가정 폭력
- 학대: 노인 학대, 아동 학대, 동물 학대